# 中国人民解放军陆军合成第十二旅
合成第十二旅（英語：12th Combined Arms Brigade），又称“祁连铁骑”，是中国人民解放军陆军曾经的一个重型合成旅。该旅由装甲第十二师大部改编而来。

## 概述
1969年10月12日，坦克第十二师在甘肃嘉峪关成立，成立时下辖：
- 坦克第四十五团——（前独立坦克第十二团）
- 坦克第四十六团——（前坦克自行火炮第二六四团）
- 坦克第四十七团——（前第二坦克学校教导团）

坦十二师自成立起长期为简编乙种坦克师。1978年坦克第四十六团与陆军第十九军军属坦克团调换建制，1983年装甲步兵团与炮兵团成立。1998年改制为装甲第十二师，装甲步兵团被拆分补充进各个坦克团后坦克团改制为装甲团，装甲师编制为：
- 装甲第四十五团
- 装甲第四十六团
- 装甲第四十七团
- 炮兵团

2011年底，装甲第十二师拆分出一半的下属营成立机械化步兵第六十二旅，余部改为装甲第十二旅，2017年改为重型合成旅。
2022年，该旅被裁撤。

## 沿革
参考资料：
| 部隊番號     | 使用時期                  |
| ------------ | ------------------------- |
| 坦克第十二师 | 1969年10月12日-1998年10月 |
| 装甲第十二师 | 1998年10月-2011年12月     |
| 装甲第十二旅 | 2011年12月-2017年2月      |
| 合成第十二旅 | 2017年2月-2022年5月       |